# NGC 7351
NGC 7351 في الفهرس العام الجديد، هي مجرة، تقع في كوكبة الدلو. اكتشفت في 3 أكتوبر 1878 بواسطة إدوارد ستيفان.

## روابط خارجية
- NGC 7351 على موقع ويكي سكاي: DSS2, SDSS, GALEX, IRAS, Hydrogen α, X-Ray, Astrophoto, Sky Map, Articles and images